# Schutzstaffel
Schutzstaffel (cuvânt german pronunțat /ˈʃut͡s.ʃta.fəl/, v. AFI, prescurtat SS pronunțat /es es/, „Eșalonul de protecție”) a fost o organizație paramilitară nazistă care reprezenta baza partidului nazist. SS-ul a evoluat de la o organizație paramilitară mică la o  importantă forță paramilitară nazistă care a servit ca o Gardă Pretoriană pentru Führer sau ca o „Escadrilă de apărare” pentru partidul nazist, influența politică a acestei organizații fiind la fel de mare ca și cea a Wehrmachtului (armatei germane din acele vremuri). În cadrul armatei germane au activat și unități militare SS, denumite oficial unități Waffen-SS, considerate a fi „de elită”. Construit pe ideologia nazistă și condus de Heinrich Himmler. 
Inițial mai mic decât Sturmabteilung (prescurtat SA, „Batalionul de asalt”) condus de Ernst Röhm, SS-ul a crescut ca număr și putere datorită loialității sale exclusive pentru Hitler. Sub conducerea lui Himmler, SS-ul și-a selectat și instruit personalul după ideologia ariană.